# Dick Garcia
Dick Garcia (né en 1931) est un guitariste de jazz américain.

## Discographie partielle
- 1956 : A Message from Garcia
- 1957 : The Fourmost Guitars, ABC-Paramount[1].